# هانس ريختر (مخرج)
هانس ريختر (بالألمانية: Hans Richter)‏ هو رسام وفنان ومخرج ألماني، ولد في 6 أبريل 1888 في برلين في ألمانيا، وتوفي في 1 فبراير 1976 في Minusio ‏ في سويسرا.

## وصلات خارجية
- هانس ريختر على موقع IMDb (الإنجليزية)
- هانس ريختر على موقع الموسوعة البريطانية (الإنجليزية)
- هانس ريختر على موقع ألو سيني (الفرنسية)
- هانس ريختر على موقع ميوزك برينز (الإنجليزية)
- هانس ريختر على موقع أول موفي (الإنجليزية)
- هانس ريختر على موقع قاعدة بيانات الأفلام السويدية (السويدية)
- هانس ريختر على موقع ديسكوغز (الإنجليزية)
- هانس ريختر على موقع قاعدة بيانات الفيلم (الإنجليزية)
- هانس ريختر على موقع كينوبويسك (الروسية)